# 布克朗 (旧市镇)
布克朗（法語：Bouclans，法語發音：[buklɑ̃]）是法国杜省的一个旧市镇，属于贝桑松区。2018年，布克朗与市镇沃尚合并为新的布克朗。

## 地理
布克朗（47°14'50"N, 6°14'11"E）面积21.4 平方千米，位于法国勃艮第-弗朗什-孔泰大區杜省，该省份为法国东部内陆省份，北起上索恩省，西接汝拉省，东部及东南部与瑞士接壤，东北部与贝尔福地区省接壤。
与布克朗接壤的市镇（或旧市镇、城区）包括：沃尚、奈塞莱格朗日、楠克赖、奥斯。

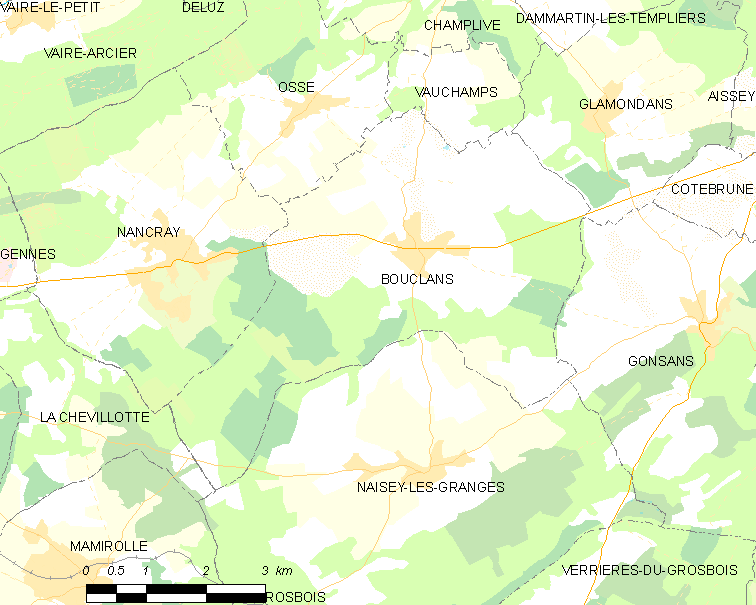
的OSM定位图

布克朗的时区为UTC+01:00、UTC+02:00（夏令时）。

## 行政
布克朗的邮政编码为25360，INSEE市镇编码为25078。

## 政治
布克朗所属的省级选区为博姆莱达姆县。

## 人口

1962-2008年间人口变化图示

布克朗于2015时的人口数量为957人。